# Abū Nāgeh
Abū Nāgeh är en ort i Iran.   Den ligger i provinsen Khuzestan, i den centrala delen av landet, 600 km sydväst om huvudstaden Teheran. Abū Nāgeh ligger 13 meter över havet och antalet invånare är 850.
Terrängen runt Abū Nāgeh är mycket platt. Runt Abū Nāgeh är det ganska tätbefolkat, med 144 invånare per kvadratkilometer. Närmaste större samhälle är Jongīyeh, 12,4 km norr om Abū Nāgeh. Omgivningarna runt Abū Nāgeh är i huvudsak ett öppet busklandskap.